# Protoneura sulfurata
Protoneura sulfurata – gatunek ważki z rodziny łątkowatych (Coenagrionidae). Występuje w Ameryce Centralnej – stwierdzony w Kostaryce i Nikaragui.